# Маккензи, Скотт
Скотт Макке́нзи (англ. Scott McKenzie; 10 января 1939, Джэксонвилл — 18 августа 2012, Лос-Анджелес) — американский певец.

## Биография
Родился 10 января 1939 года в Джэксонвилле (Флорида, США). Провёл детство в штате Виргиния.
После знакомства с Джоном Филлипсом, образования группы «The Abstracts» и двухлетних выступлений в клубах Виргинии переехал в Нью-Йорк. Вскоре группа была переименована в «The Smoothies» и записала несколько синглов.
Почувствовав возрастающую популярность фолка, Джон и Скотт образовали трио «The Journeymen», пригласив в него Дика Вейсманна, игравшего на банджо. Группа заключила контракт с «Capitol Records» и записала три альбома.
В 1964 году Филлипс создал группу «The Mamas & The Papas», однако Скотт отказался стать её участником, решив заняться сольной карьерой.
В 1967 Джон Филлипс, желая помочь другу, написал песню «San Francisco», впоследствии ставшую гимном движения хиппи. Песня была записана за одну ночь весной 1967 года на студии «L. A. Sound Factory». Во время каждого своего концерта МакКензи повторял, что песня посвящается ветеранам Вьетнамской войны. (Сан-Франциско был не только неофициальной столицей хиппи; также сюда стекались вернувшиеся из Вьетнама американские солдаты.)
В 1967 году вышел первый дебютный альбом МакКензи — «The Voice of Scott McKenzie». Из десяти песен четыре были написаны Филлипсом, три — самим Скоттом. Альбом не привлек такого внимания, как сингл «San Francisco», но и не был провальным.
В 1970 году вышел ещё один альбом Скотта — «Stained Glass Morning» (все песни для которого он написал сам), однако и вторая пластинка не привлекла особого внимания слушателей. После этого Скотт решил оставить музыку и переехал в Палм-Спрингс, а затем (в 1973) — в Вирджинию.
В 1986 МакКензи неожиданно вернулся на сцену и стал участником реформированной в 1982 году группы «The Mamas & The Papas», оставшись в ней до 1998 года.
Последние годы жизни Скотт МакКензи жил в Лос-Анджелесе и вёл концертную деятельность. Скончался 18 августа 2012 года в Лос-Анджелесе.

## Сольная дискография
- 1967 — The Voice of Scott McKenzie
- 1970 — Stained Glass Morning